# Lotta Tejle
Karin Charlotta Tejle, conhecida como Lotta Tejle (Västervik, 17 de março de 1960) é uma atriz sueca.